# Ford Sterling
Ford Sterling (3. listopad 1883 – 13. říjen 1939) byl americký herec a režisér, jeden z průkopníků americké filmové grotesky a člen sboru světoznámých keystonských strážníků.

## Biografie
Narodil se jako George Ford Stich 3. listopadu 1883 v La Crosse ve Wisconsinu. Svou hereckou kariéru zahájil jako cirkusový klaun. V prvních letech 20. století se s úspěchem uplatnil ve vaudevillech a hudebních revuích v New Yorku. Svou filmovou kariéru zahájil u newyorské filmové společnosti Biograph v roce 1911, kde se seznámil s mladým nadějným filmovým hercem, režisérem a producentem Mackem Sennettem, který z něj v následujících letech udělal hvězdu svých filmů. V roce 1912 následoval Sterling Sennetta k nově vznikající filmové výrobně Keystone, která se specializovala výhradně na výrobu grotesek. V groteskách společnosti Keystone vytváří typ zatrpklé, brutální a zlostné postavy, jejíchž typickým vnějším znakem je dlouhý převlečník, vysoký klobouk a především kozí bradka. Jeho nejslavnější postavou se stal policejní náčelník věhlasných keystonských strážníků. Díky obrovské popularitě u filmových diváků si u společnosti Keystone brzy vydobyl takřka výsadní postavení hvězdy. S příchodem Charlese Chaplina, který se záhy stal u filmových diváků oblíbenějším, se jeho postavení změnilo. Na počátku roku 1914 si ještě zahrál v několika prvních Chaplinových groteskách, ale záhy Sennetta opustil a založil si vlastní filmovou společnost. Po Chaplinově odchodu v roce 1915 se Sterling k Sennettovi vrátil a setrval u něj až do začátku dvacátých let. Ve dvacátých letech začala jeho popularita upadat a ve filmu se objevoval již jen v epizodních rolích oblíbených společenských komedií. S příchodem zvukového filmu se před filmovou kamerou objevoval již jen sporadicky v malých, bezvýznamných rolích. Ford Sterling zemřel na infarkt v říjnu roku 1939 v Los Angeles ve věku 56 let. Pohřben je na hřbitově Hollywood Forever Cemetery. Za svůj přínos filmovému průmyslu získal Sterling hvězdu na Hollywoodském chodníku slávy (6612 Hollywood Blvd.).

## Filmografie (výběrová)

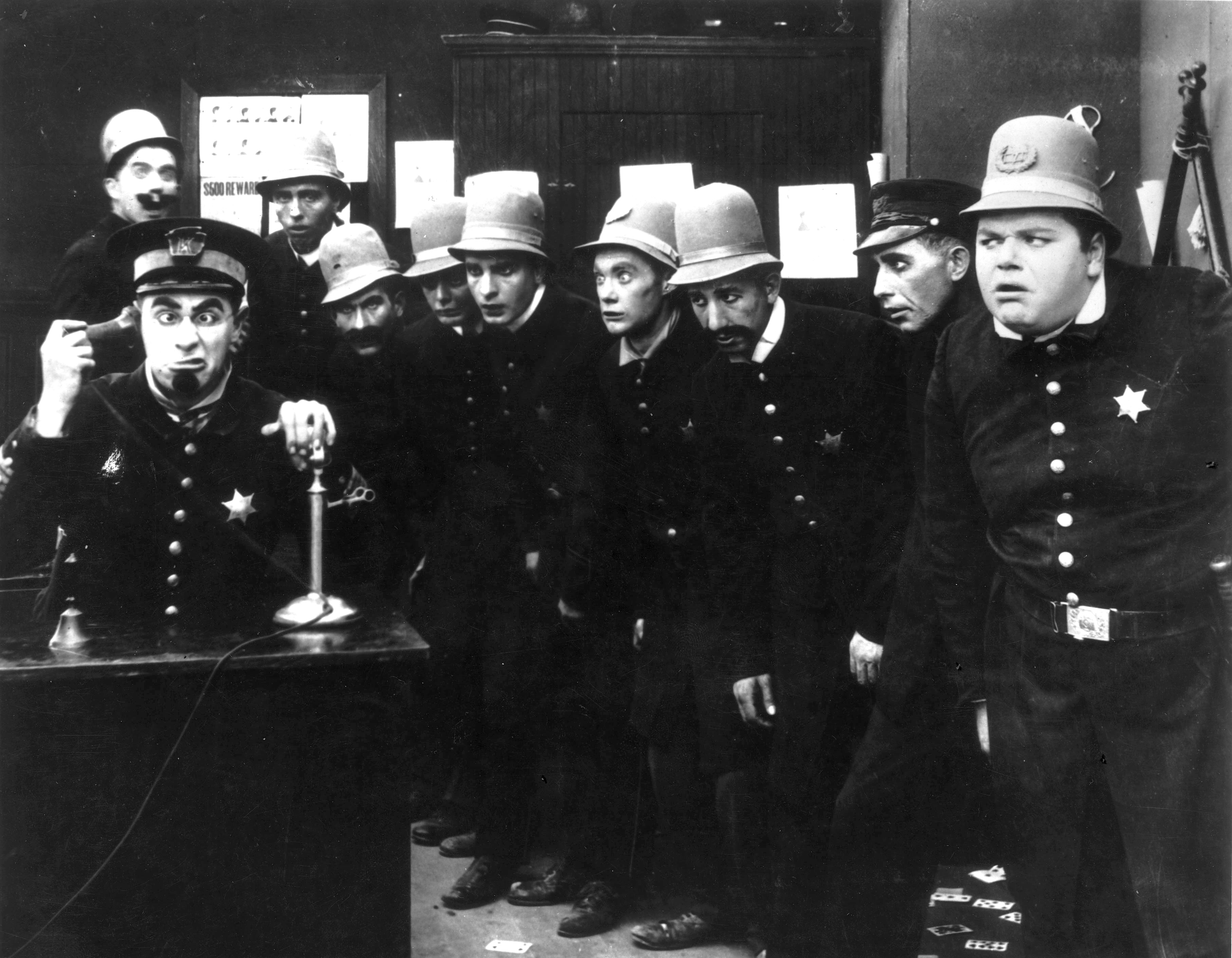
Keystonští strážníci – Ford Sterling u telefonu

- Muži mají radši blondýnky (Gentlemen Prefer Blondes; 1928)
- Strýček Tom bez chaloupky (Uncle Tom without the Cabin; 1919)
- Chaplin má sólo (Tango Tangles; 1914)
- Chaplin a deštník známo též jako Chaplin jako neodbytný ctitel (Between Showers; 1914)
- Ve spárech gangu (In the Clutches of a Gang; 1914)
- Bangvillská policie (The Bangville Police; 1913)
- Riley a Schultz (Riley and Schultz; 1912)
- Cohen vybírá dluhy (Cohen Collects a Debt; 1912)